# Đuro Strugar
Đuro Strugar (en cyrillique : Ђуро Стругар ; né le 9 mai 1912 à Meterizi et mort en septembre 1941 à Belgrade) était avocat. Il participa à la lutte de libération nationale de la Yougoslavie et il a reçu le titre de Héros national de la Yougoslavie le 9 mai 1945.

## Biographie
Đuro Strugar est né le 9 mai 1912 dans le village de Meterizi, près de Cetinje. Il était issu d'une famille de paysans pauvres ; ses parents, Petar et Stana, avaient huit enfants. Il termina ses études primaires dans le village de Rvaši et, de 1925 à 1932, il fréquenta le lycée de Cetinje. Parallèlement à ses études secondaires, il devint membre du groupe Sloga et membre de la société littéraire Skerlić. Il lisait beaucoup, notamment des ouvrages marxistes. En 1931, il participa à des manifestations estudiantines à Cetinje.
Đuro Strugar s'inscrivit à la Faculté de droit de l'université de Belgrade en 1932. Dès son arrivée, il rejoignit le mouvement révolutionnaire étudiant et, en 1933, il devint membre du Parti communiste de Yougoslavie (KPJ). En 1934. il devint membre de la direction du parti à l'université. Il fut arrêté pour la première fois en février 1935 et passa trois jours dans la prison de Glavnjača (de) à Belgrade, puis fut transféré à Cetinje. Il fut arrêté une seconde fois en 1936, après les grandes manifestations des organisations partisanes du Monténégro ; il fut alors transféré à Dubrovnik puis à Sarajevo, où il passa plus de quatre mois avant d'être libéré pour manque de preuves.
De retour à Belgrade, il travailla à l'Entraide rouge internationale. En octobre 1936, il devint membre temporaire du comité du KPJ de Belgrade. Parallèlement, il obtint son diplôme en droit en 1937. De novembre 1936 à août 1938, il effectua son service militaire à l'École des officiers d'artillerie de réserve à Goražde. Après son service, il rentra à Belgrade et travailla en tant qu'avocat stagiaire ; il devint alors président de l'Association des avocats stagiaires. Fin 1938, il devint membre à part entière du comité du Parti communiste de Yougoslavie à Belgrade. Il travailla alors notamment au milieu des ouvriers côtiers du Danube. En  1939, il devint membre de l'Administration du parti pour le district de Belgrade.

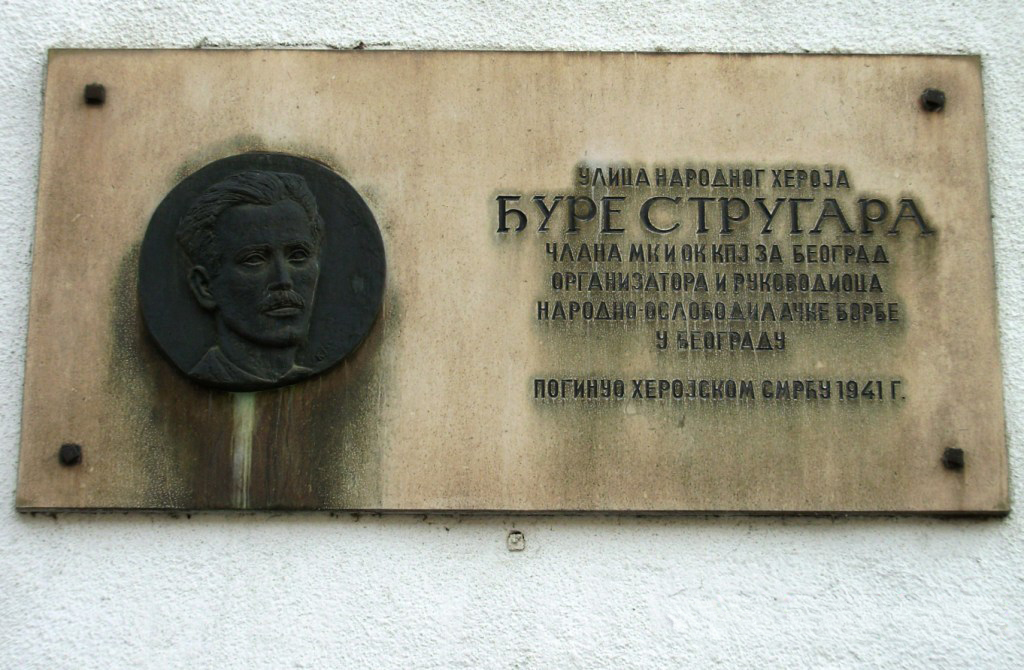
Plaque commémorative dans l'ancienne rue Đure Strugara à Belgrade

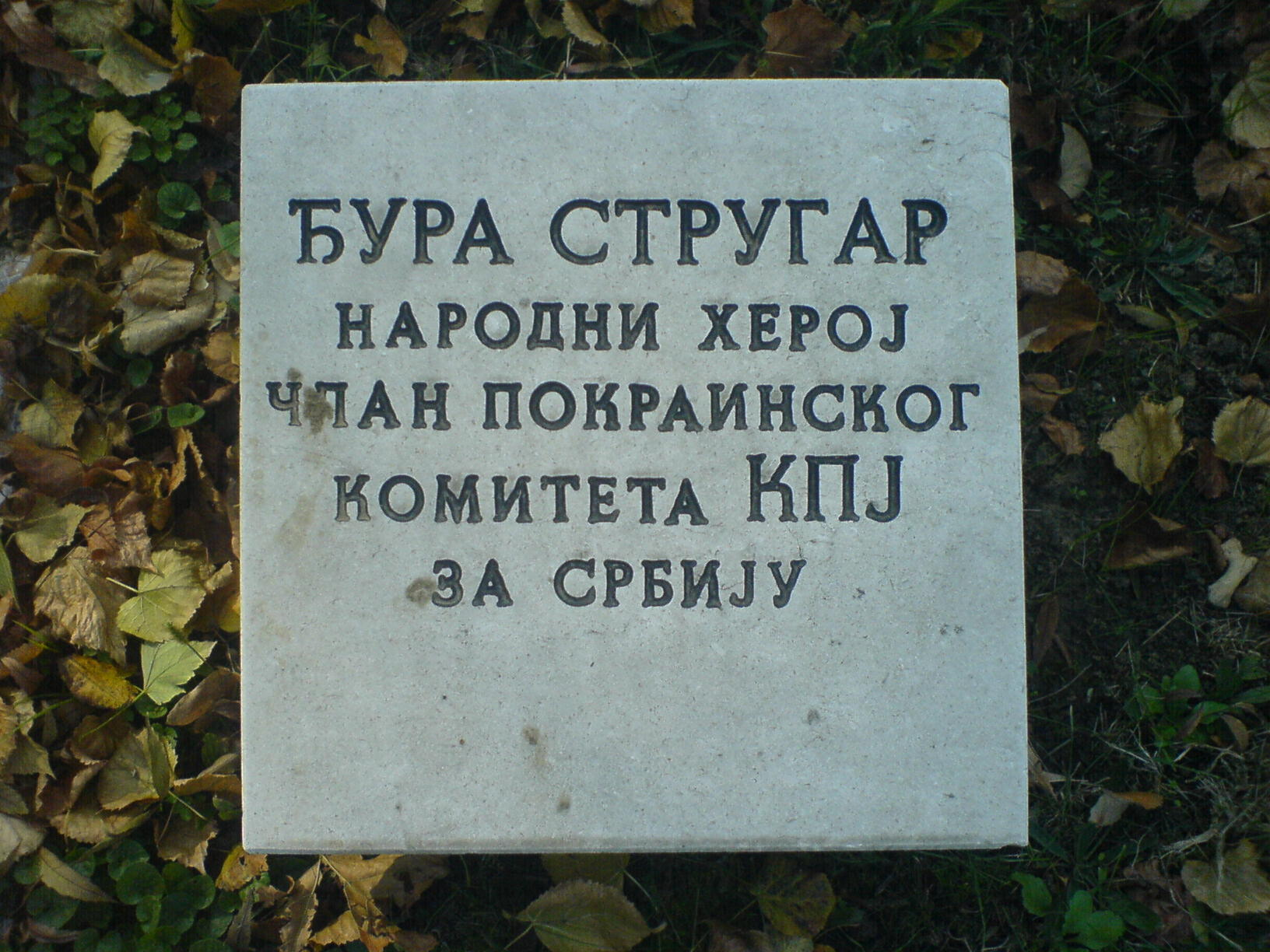
La tombe de Đuro Strugar dans le Nouveau cimetière de Belgrade

Du 1er juillet au 13 août 1939, il partit en manœuvres à Tuzla, en tant que soldat de la septième compagnie du quinzième régiment Stevan Sinđelić. En décembre de la même année, il fut nommé au grade de lieutenant d'infanterie de réserve. À son retour, il travailla dans les usines Rogožarski, Ikarus et Vlada Ilić. Lors des manifestations du 14 décembre 1939, avec Mirko Tomić, il défila à la tête de l'Association des avocats stagiaires. Au printemps 1940, il fut choisi comme délégué de l'organisation du parti à Belgrade pour participer à la conférence provinciale du parti communiste de Yougoslavie pour la Serbie.
Dans les premiers jours de mars 1941, Đuro Strugar participa à l'organisation de plusieurs manifestations et il participa au comité provincial du parti communiste pour la Serbie qui se réunit le 29 mars à Čukarica. Après le bombardement de Belgrade par les nazis et la courte guerre d'avril, il se rendit au Monténégro puis, dès la fin du mois d'avril, revint à Belgrade. En tant que membre du parti communiste de Belgrade, il fut un des organisateurs de la lutte de libération nationale dans la capitale yougoslave. Il participa à la formation de groupes armés, à la collectes d'armes et de fournitures médicales ; il travailla aussi à maintenir le lien avec l'Unité de Partisans du mont Kosmaj (en serbe : Kosmajski partizanski odred). En juin 1941, il prit part à la session du parti communiste pour la Serbie ; à partir de ce moment-là, il garda le contact avec Janko Janković, qui lui transmettait des informations sur les membres du parti arrêtés et sur les futures descentes de police.
Đuro Strugar participa aux négociations de Belgrade avec les représentants des partis politiques et avec des membres de l'organisation tchetnik de Draža Mihailović, dans le but de créer un front uni contre l'occupant nazi. Il participa à la libération d'Aleksandar Ranković, membre du Politburo et du comité central du parti, retenu prisonnier dans l'hôpital de la prison de la rue Vidinska. En septembre 1941, Strugar reprit ses fonctions de secrétaire du comité du parti pour Belgrade. Le 22 septembre 1941, alors qu'il se rendait à une réunion, il tomba dans une embuscade de la police rue Grčića Milenka ; arrêté, il est mort en prison.

## Postérité
Par un décret du présidium du Conseil antifasciste de libération nationale de Yougoslavie (Antifašističko veće narodnog oslobođenja Jugoslavije ; en abrégé : AVNOJ) et avec la recommandation du commandant suprême de Armée populaire yougoslave, le maréchal Josip Broz Tito, Đuro Strugar a reçu le titre de Héros national de la Yougoslavie le 9 mai 1945.
Au cours de la lutte de libération nationale de la Yougoslavie, le père de Đuro Strugar, Petar, ainsi qu'un de ses frères trouvèrent également la mort. Après la libération du pays, ses restes furent transférés au Nouveau cimetière de Belgrade. Une école élémentaire de Novi Beograd, dans le Blok 37, porte son nom et l'actuelle rue Carigradska, à Belgrade, a porté son nom de 1946 à 1997.